# Johan August Meijerfeldt l'Ancien
Johan August Meijerfeldt l'Ancien (également Johann August Meyerfeldt), né en 1664 à Oberpahlen en Livonie et mort le 9 novembre 1749 à Sövde en Scanie, est un conseiller général et impérial suédois, ainsi que gouverneur général de la Poméranie suédoise.

## Biographie
Johan August Meijerfeldt est le fils du lieutenant-colonel Andreas Meyer, qui est anobli au service de la Suède en 1674, et de son épouse Katharina Wolf. En 1683, il commence sa carrière militaire dans un régiment de cavalerie suédois en Livonie, dans lequel il est promu leutnant en 1689. En 1693, il devient capitaine dans un régiment d'infanterie qui combat la France aux côtés des Pays-Bas dans la guerre de succession du Palatinat.
À son retour, il participe à la grande guerre du Nord, comme les batailles de Narva (1700), de Kliszów (1702) et de Thorn (1703). En 1702, il devient colonel, en 1704, major général. En 1704, il participe à la bataille de Posen. En 1705, il est élevé au rang de baron suédois. 
En 1708, il s'oppose au plan de Charles XII, qui conduit son armée en Ukraine. Après la défaite de Poltava en 1709, il s'exile avec le roi à Bender, d'où ce dernier l'envoie au Conseil impérial de Stockholm la même année. Au début de 1710, il commande l'aile droite des forces suédoises à la bataille d'Helsingborg. À son retour à Bender, le roi le promeut lieutenant général le 17 août 1710 et le nomme en même temps commandant de la forteresse de Stettin. Il s'y rend via Constantinople et l'Italie en janvier 1711.
En juillet 1711, il devient vice-gouverneur général et en 1713 - élevé au rang de comte suédois - succède à Jürgen Mellin, conseiller impérial, et  gouverneur général de la Poméranie suédoise. La même année, il doit livrer Stettin aux troupes russes, en échange de quoi lui et la garnison obtiennent le libre passage à Stralsund. Pendant l'occupation du nord de la Poméranie occidentale et de l'île de Rügen par les troupes danoises de 1715 à 1721, il est responsable de l'amirauté suédoise en 1716 et 1717. De 1719 à 1720, il est chancelier impérial et en 1720, président temporaire de la chancellerie impériale. En 1721, après le retrait des Danois, il reprend le poste de gouverneur général de la Poméranie suédoise qui, après le traité de Stockholm de 1720, ne comprenait que la Poméranie occidentale au nord de la Peene.
Après la paix de Stockholm, Johan August Meijerfeldt impose contre le désarmement de la Suède un doublement des troupes qui lui sont subordonnées sur 3 000 hommes et l'extension des fortifications de la ville de Stralsund. Au Conseil impérial, il s'efforce de faire en sorte que l'envoyé de la Poméranie suédoise à la Diète allemande soutienne la politique de l'empereur, même si, comme pour la Pragmatique Sanction, celle-ci ne coïncide pas avec la politique officielle du royaume de Suède. 
Il possède, entre autres, avec Nehringen de vastes propriétés foncières en Poméranie occidentale totalisant environ 15 000 hectares et d'autres près de Sövde dans le sud de la Suède. En tant que propriétaire foncier, il aligne clairement sa politique sur les intérêts des domaines poméraniens. Il rejette l'introduction d'un prélèvement fiscal sur la base du registre Lagerström, qui est établi sur la base du cadastre suédois de la Poméranie occidentale, en raison de la charge fiscale considérablement plus élevée. Il contribue à ce que le budget de la province de Poméranie suédoise soit soutenu par des subventions de la Chambre impériale à partir de 1739.
Entre 1726 et 1730, il fait construire à ses frais le palais Meyerfeldt à Stralsund, qui lui sert à la fois de résidence et d'habitation urbaine. Plus tard, elle est la résidence officielle des gouverneurs généraux de la Poméranie suédoise et, à partir de 1818, du gouvernement de district prussien. 

### Famille
Johan August Meijerfeldt l'Ancien épouse en premières noces (⚭ 1707) Anna Maria Törmflycht (1685-1710) et en secondes noces (⚭ 1717) Brigitte von Barnekow (1700-1771). Du second mariage, naît l'un de ses deux fils qui est le futur maréchal Johan August Meijerfeldt le Jeune. 